# Eugène Viollet-le-Duc

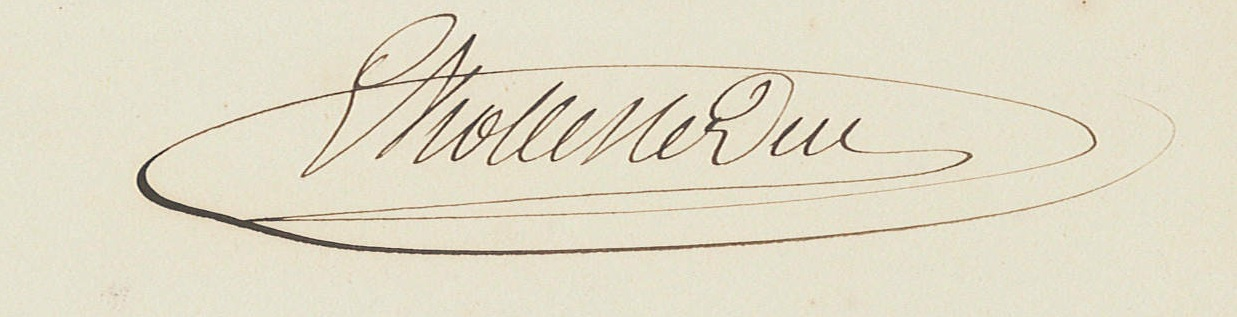
Firma di Eugène Viollet-le-Duc

Eugène Emmanuel Viollet-le-Duc (Parigi, 27 gennaio 1814 – Losanna, 17 settembre 1879) è stato un architetto e restauratore francese, conosciuto soprattutto per i suoi restauri degli edifici medioevali, in particolare quello della cattedrale di Notre-Dame, di Parigi. Fu una figura centrale tanto nell'architettura neogotica in Francia, quanto nel pubblico dibattito sull'"autenticità" in architettura.

## Biografia
Figlio di un alto funzionario, crebbe in un ambiente ricco di stimoli culturali. Manifestò fin da giovane il proprio talento artistico. Grazie alle conoscenze del padre e dello zio Étienne-Jean Delécluze, pittore e critico d'arte, ebbe modo di conoscere molte personalità dell'ambiente culturale parigino e divenne amico di Charles Augustin de Sainte-Beuve e Prosper Mérimée. Rifiutò di frequentare l'Académie des Beaux-arts e si formò sostanzialmente da autodidatta, grazie anche a viaggi in tutta la Francia e in Italia. All'inizio del 1830 sorse in Francia un movimento per il restauro del consistente patrimonio medioevale. Prosper Mérimée, allora ispettore generale dei monumenti storici, diede l'incarico a Viollet-le-Duc di restaurare la basilica di Vézelay nel 1840: questo lavoro segnò l'inizio di una lunga serie di restauri.
Durante tutta la sua carriera, prenderà note e schizzi, non soltanto delle costruzioni sulle quali lavorava, ma anche delle costruzioni romane, gotiche e rinascimentali che dovevano essere presto demolite. 
Il suo studio del periodo medioevale e del Rinascimento non si è limitato all'architettura: si interessò anche ai mobili, agli abiti, agli strumenti musicali, all'armamento, e via dicendo. Il suo punto di vista sul restauro è notevole e si oppone alla semplice conservazione: in applicazione di questi principi, Viollet-le-Duc modificò irrimediabilmente molti monumenti, cosa che spiega come il suo stato d'animo fosse spesso contrastato, ma questo permise spesso di salvarli.
Pertanto, fu allo stesso tempo storico e soprattutto teorico dell'architettura. A questo titolo, tenterà di imporsi al quadro di comando di storia dell'architettura dell'École Nationale Supérieure des Beaux-Arts di Parigi (esperienza inutile, a causa dell'opposizione da parte di Julien Guadet - che prenderà il suo posto - e da parte di Jean-Louis Pascal). Sarà in seguito, in opposizione contro l'insegnamento della via Bonaparte, all'origine della creazione della scuola speciale d'architettura, boulevard Raspail. Le sue idee ispirarono numerosi dei suoi contemporanei, dei fautori dell'arte nuova alla svolta del XX secolo e trovarono anche una nuova diffusione attraverso realizzazioni recenti. Uomo dalle amicizie illustri, il suo nome è stato associato agli eccessi del romanticismo: “fare Viollet-le-Duc” aveva, fino alla fine dello XX secolo, connotazioni negative che i congressi e le esposizioni che si sono tenuti in occasione del centenario della sua morte nel 1979 hanno contribuito ad attenuare.

## Restauri

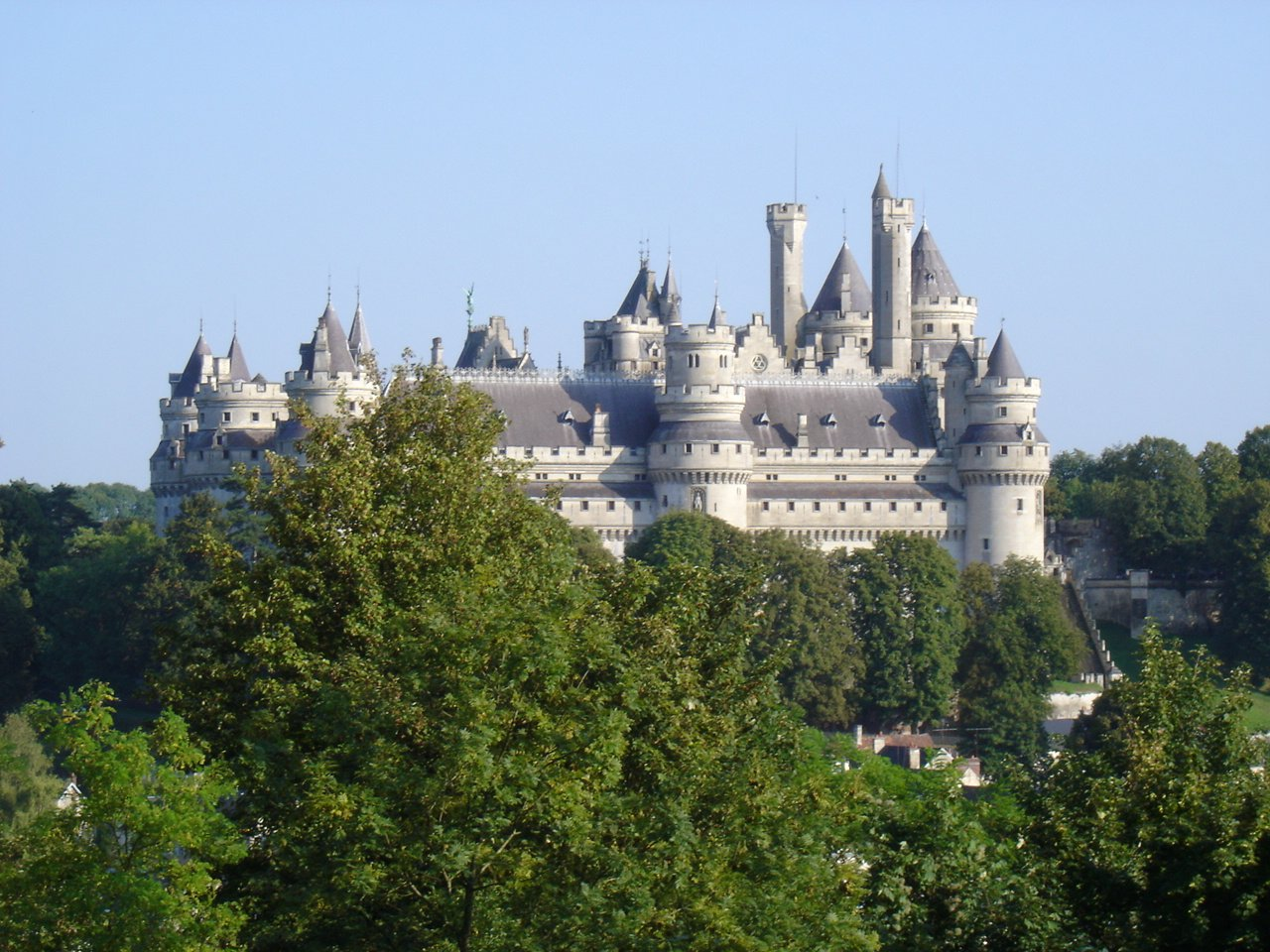
Il castello di Pierrefonds, rimasto in rovina per più di due secoli, venne ridisegnato da Viollet-le-Duc

Come già accennato, Viollet-le-Duc è stato uno dei maggiori animatori del cosiddetto «restauro stilistico», in opposizione all'intransigente fazione purista sostenuta dall'inglese John Ruskin. Per Viollet-le-Duc, una conoscenza esperta delle tecniche artistiche e dello stile dell'opera da restaurare garantivano di per sé la perfetta ricostruzione di quanto era stato perduto. In questo modo, si invitava il restauratore a penetrare nella mentalità del costruttore originario, arrivando a riportare il monumento al suo stato ideale di completezza; ciò poteva essere fatto con la realizzazione di progetti integrativi che forse l'artista medievale non aveva neanche ideato, e che magari non erano neanche storicamente esistiti, ma che contribuivano a rendere più completo l'organismo architettonico. Fu lo stesso Viollet-le-Duc a riassumere la propria posizione nel proprio Dictionnaire raisonné d'architecture, nel quale affermò che «restaurare una costruzione, non è mantenerla, ripararla o rifarla, è ristabilirla in uno stato completo che può non essere mai esistito fino a quel momento».
La concezione di Viollet-le-Duc diede tuttavia luogo a operazioni di restauro dove le caratteristiche specifiche del monumento vennero stravolte in seguito a riparazioni, sostituzioni e completamenti del tutto arbitrari, portando talvolta a goffe falsificazioni. Un esempio clamoroso di questo “restauro in stile” - così venne spesso definita la posizione di Viollet-le-Duc - fu quello che coinvolse la cattedrale di Notre-Dame, a Parigi, e la ricostruzione ex novo del castello di Pierrefonds; anche l'Italia venne infervorata da questa tipologia di restauri, che si manifestò nel completamento della facciata di Santa Maria del Fiore, demolita nel 1587 e sino ad allora mai più rifatta. Ciò malgrado, la dottrina del Viollet-le-Duc fu comunque fondamentale per il ripristino della stabilità di insigni costruzioni gotiche in Francia, quali le cattedrali di Vézelay, di Amiens, di Chartres e di Évreux.
Di seguito si elencano alcuni suoi restauri:
Chiese
- Basilica di Vézelay (Vézelay)
- Cattedrale di Notre-Dame (Parigi)
- Basilica di Saint-Denis (Parigi)
- Saint-Louis (Poissy)
- Chiesa di Notre Dame a Semur-en-Auxois (Côte-d'Or), 1844-54
- Saint-Nazaire (Carcassonne)
- Basilica di Saint-Sernin (Tolosa)
- Cattedrale di Notre-Dame-de-l'Assomption (Clermont-Ferrand)

Municipi
- Saint-Antonin-Noble-Val
- Narbonne

Castelli
- Castello di Roquetaillade
- Castello di Pierrefonds
- Cittadella di Carcassonne
- Castello di Coucy
- Castello d'Abbadie

## Teoria dell'architettura
Viollet-le-Duc è considerato uno dei primi teorici dell'architettura moderna. Sir John Summerson scrisse che:
Le sue teorie dell'architettura sono largamente basate sul pensiero che la forma ideale sia legata allo specifico materiale, usando queste forme per realizzare gli edifici. I suoi scritti erano centrati sull'idea che i materiali devono essere usati «onestamente». Pensava che la forma esteriore dell'edificio dovesse riflettere la struttura dell'edificio. Viollet-le-Duc disse che il tempio greco dovesse essere quello da prendere da esempio, perché è facile capire come l'edificio è stato realizzato. Per lui, «l'architettura greca deve essere modello per la corrispondenza tra la struttura e l'apparenza dell'edificio». Una corrente di pensiero vede questa linea filosofica fortemente influenzata dagli scritti di John Ruskin, che sosteneva l'onestà dei materiali come uno dei sette principali compiti dell'architettura.
Nei progetti di nuove costruzioni userà le lezioni che ha derivato dall'architettura gotica, applicando dei sistemi strutturali molto razionali, oltre a nuovi materiali come la ghisa. Analizzò le strutture organiche per trarne ispirazione, come gli scheletri di animali o le ramificazioni degli alberi: si ispirò alle ali dei pipistrelli, ad esempio, nel progetto della Assembly Hall. 
I disegni di Viollet-le-Duc di capriate in ferro furono molto innovative per l'epoca. Alcuni suoi disegni hanno influenzato l'Art Nouveau, molto evidente nei lavori di Hector Guimard e Victor Horta. I suoi scritti hanno ispirato architetti americani, come Frank Furness, John Wellborn Root, Louis Sullivan e Frank Lloyd Wright.

## Opere scritte

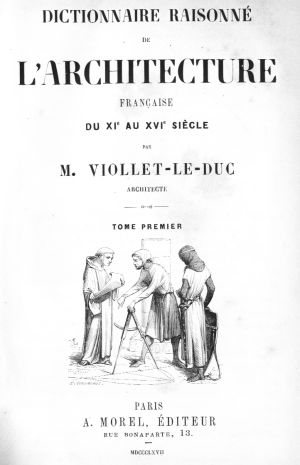
Frontespizio del Dictionnaire Raisonné de L'Architecture Française du XIe au XVIe siècle

Tutte le sue opere in un primo tempo furono pubblicate in dispense, successivamente in libri:
1. Dizionario ragionato dell'architettura francese dall'XI al XVI secolo (1854-1868) (testo in lingua originale su Wikisource);
2. Dizionario ragionato dell'arredamento francese dall'epoca Carolingia al Rinascimento (1858-1870);
3. Dialoghi sull'architettura (in 2 volumi) (1858-1872) (estratto dal testo originale);
4. Descrizione del Castello di Coucy (1875) (testo in lingua originale su Wikisource);
5. Descrizione del Castello di Pierrefonds (1857) (testo in lingua originale su Wikisource).

### Saggi
- Eugene e Paul: un discorso sul metodo, John McKean, Spazio e Società, (Milano), No. 36, dicembre 1986
- Conversazioni sull'architettura. Selezione e presentazione di alcuni «Entretiens», 216 p. (cur. Crippa M. A.), Jaca Book – Collana: Di fronte e attraverso. Saggi di architettura - 1990
- Carcassonne, 132 p., ill. (cur. Nullo Pirazzoli), Essegi - 1996
- Gli architetti e la storia. Scritti sull'architettura, 216 p., ill. (cur. R. Tamborrino), Bollati Boringhieri – Collana: Nuova cultura - 1996
- L'architettura ragionata, 3ª ed., 384 p., Jaca Book - 2002[4]